# World RX de Suecia 2016
El World RX de Suecia es una prueba de Rallycross en Suecia válida para el Campeonato Mundial de Rallycross. Se celebró en el Höljesbanan en Höljes, Suecia
Andreas Bakkerud consiguió su segunda victoria consecutiva de la temporada a bordo de su Ford Focus RS, seguido de Sébastien Loeb y Timmy Hansen. 
En RX Lites el sueco Simon Olofsson consiguió su primera victoria en la temporada, seguido de Cyril Raymond y Johan Larsson.

## Supercar

### Series

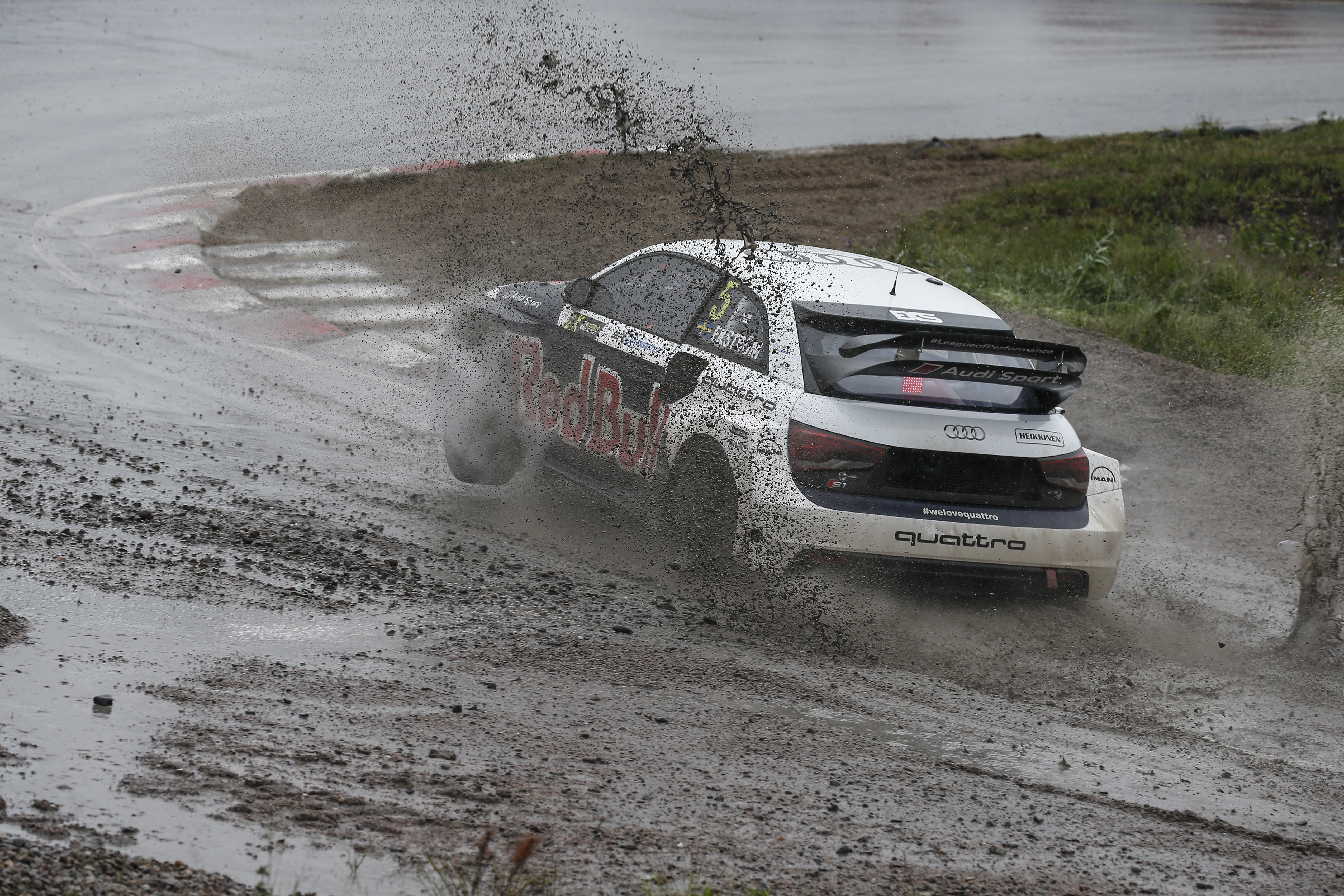
Rain and mud made for tricky conditions on the Saturday

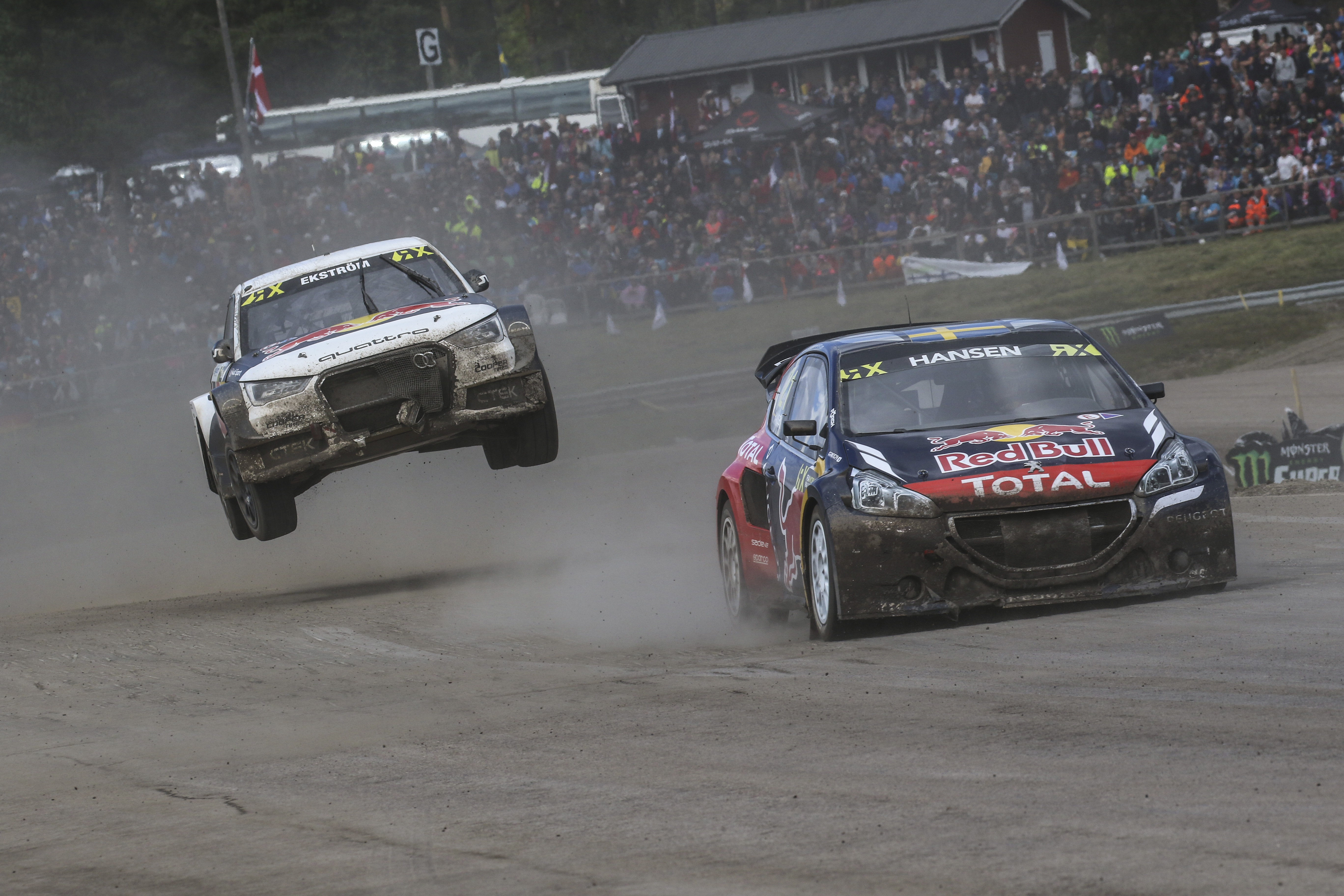
Local drivers Timmy Hansen and Mattias Ekström resumed their battle from the previous year in the Semis

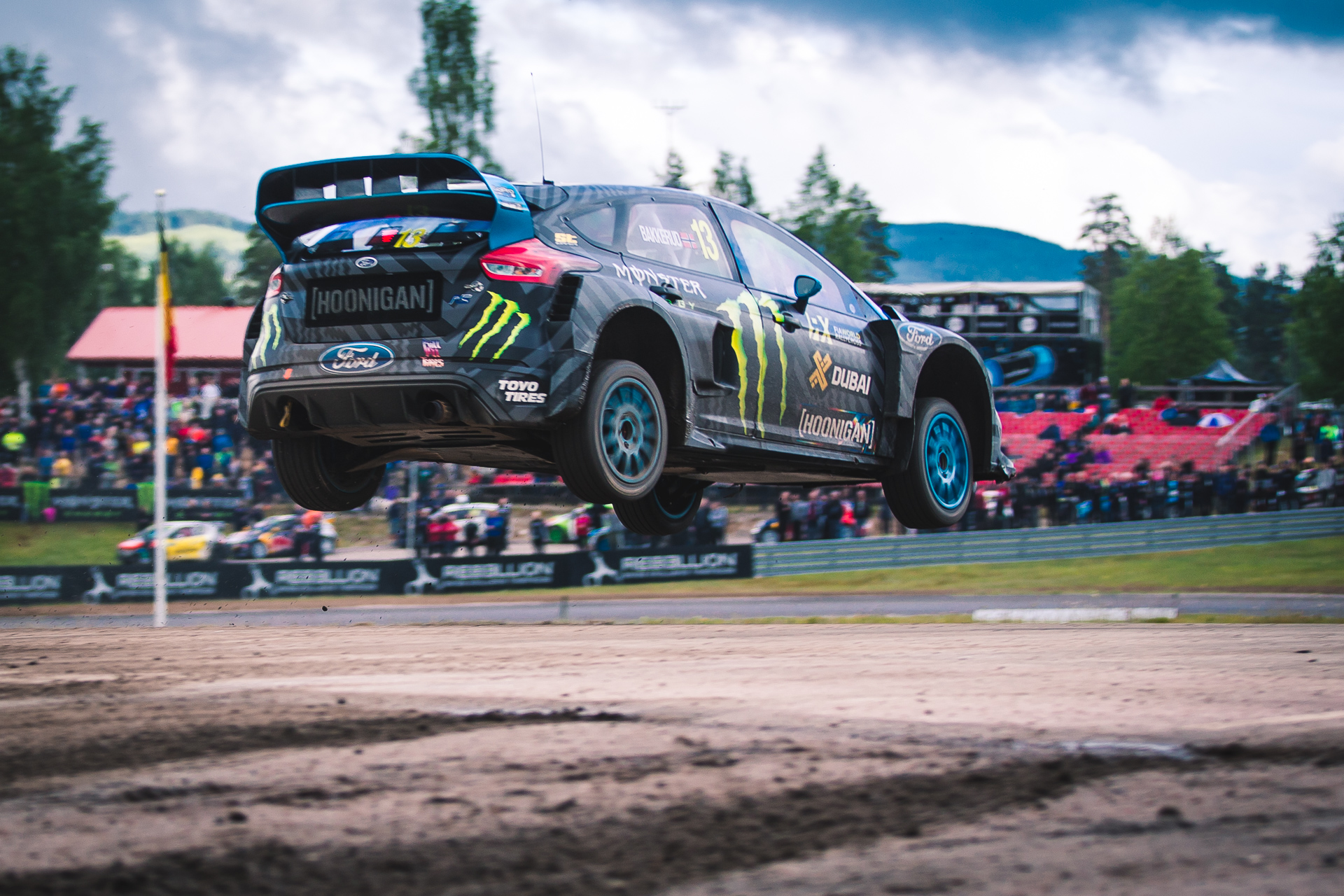
El noruego Andreas Bakkerud ganó su segunda carrera consecutiva

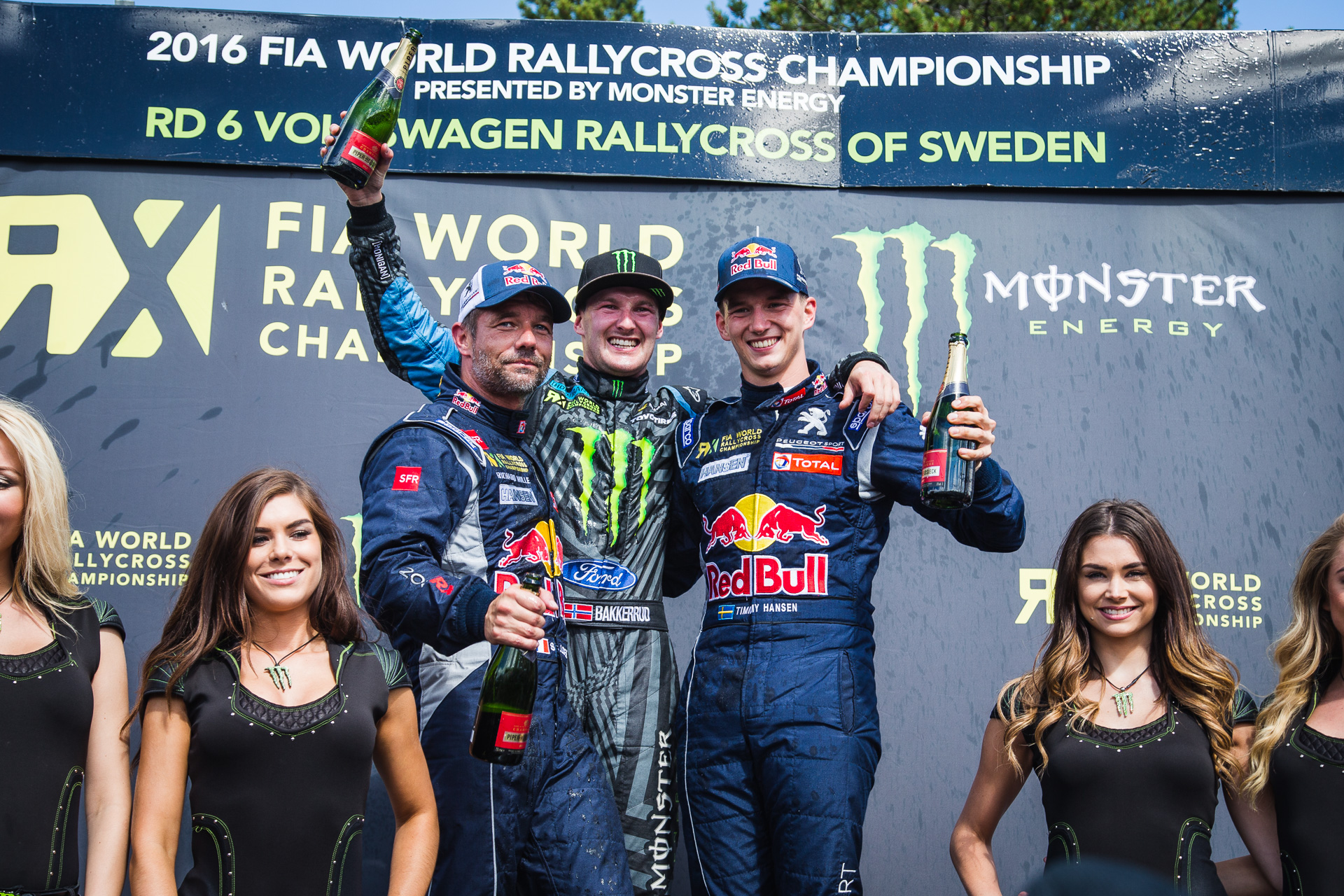
Event podium, with Sébastien Loeb in second and Hansen third

| Pos. | No. | Piloto               | Equipo                          | Auto                | Q1  | Q2  | Q3  | Q4  | Pts |
| ---- | --- | -------------------- | ------------------------------- | ------------------- | --- | --- | --- | --- | --- |
| 1    | 3   | Johan Kristoffersson | Volkswagen RX Sweden            | Volkswagen Polo     | 2º  | 1º  | 4º  | 4º  | 16  |
| 2    | 13  | Andreas Bakkerud     | Hoonigan Racing Division        | Ford Focus RS       | 17º | 2º  | 2º  | 1º  | 15  |
| 3    | 1   | Petter Solberg       | Petter Solberg World RX Team    | Citroën DS3         | 19º | 5º  | 1º  | 3º  | 14  |
| 4    | 9   | Sébastien Loeb       | Team Peugeot-Hansen             | Peugeot 208         | 1º  | 18º | 3º  | 14º | 13  |
| 5    | 5   | Mattias Ekström      | EKS RX                          | Audi S1             | 18º | 7º  | 5º  | 2º  | 12  |
| 6    | 4   | Robin Larsson        | Larsson Jernberg Motorsport     | Audi A1             | 15º | 4º  | 6º  | 6º  | 11  |
| 7    | 57  | Toomas Heikkinen     | EKS RX                          | Audi S1             | 4º  | 3º  | 12º | 10º | 10  |
| 8    | 6   | Jānis Baumanis       | World RX Team Austria           | Ford Fiesta         | 4º  | 11º | 9º  | 8º  | 9   |
| 9    | 21  | Timmy Hansen         | Team Peugeot-Hansen             | Peugeot 208         | 13º | 8º  | 7º  | 5º  | 8   |
| 10   | 68  | Niclas Grönholm      | Olsbergs MSE                    | Ford Fiesta ST      | 3º  | 14º | 10º | 9º  | 7   |
| 11   | 17  | Davy Jeanney         | Peugeot Hansen Academy          | Peugeot 208         | 8º  | 19º | 8º  | 7º  | 6   |
| 12   | 92  | Anton Marklund       | Volkswagen RX Sweden            | Volkswagen Polo     | 6º  | 12º | 11º | 13º | 5   |
| 13   | 43  | Ken Block            | Hoonigan Racing Division        | Ford Focus RS       | 11º | 13º | 14º | 12º | 4   |
| 14   | 7   | Timur Timerzyanov    | World RX Team Austria           | Ford Fiesta         | 10º | 10º | 18º | 11º | 3   |
| 15   | 96  | Kevin Eriksson       | Olsbergs MSE                    | Ford Fiesta ST      | 5º  | 15º | 16º | 15º | 2   |
| 16   | 33  | Liam Doran           | JRM Racing                      | BMW MINI Countryman | 12º | 9º  | 15º | 18º | 1   |
| 17   | 23  | Richard Göransson    | Olsbergs MSE                    | Ford Fiesta ST      | 9º  | 16º | 13º | 17º |     |
| 18   | 15  | Reinis Nitišs        | All-Inkl.com Münnich Motorsport | SEAT Ibiza          | 16º | 6º  | 19º | 19º |     |
| 19   | 55  | René Münnich         | All-Inkl.com Münnich Motorsport | SEAT Ibiza          | 14º | 17º | 17º | 16º |     |

### Semifinales
Semifinal 1
| Pos. | No. | Piloto               | Equipo                       | Tiempo   | Pts |
| ---- | --- | -------------------- | ---------------------------- | -------- | --- |
| 1    | 21  | Timmy Hansen         | Team Peugeot-Hansen          | 4:44.143 | 6   |
| 2    | 3   | Johan Kristoffersson | Volkswagen RX Sweden         | +0.565   | 5   |
| 3    | 5   | Mattias Ekström      | EKS RX                       | +1.157   | 4   |
| 4    | 1   | Petter Solberg       | Petter Solberg World RX Team | +1.903   | 3   |
| 5    | 57  | Toomas Heikkinen     | EKS RX                       | +3.358   | 2   |
| 6    | 17  | Davy Jeanney         | Peugeot Hansen Academy       | +8.784   | 1   |

Semifinal 2
| Pos. | No. | Piloto           | Equipo                      | Tiempo   | Pts |
| ---- | --- | ---------------- | --------------------------- | -------- | --- |
| 1    | 13  | Andreas Bakkerud | Hoonigan Racing Division    | 4:41.313 | 6   |
| 2    | 9   | Sébastien Loeb   | Team Peugeot-Hansen         | +1.035   | 5   |
| 3    | 92  | Anton Marklund   | Volkswagen RX Sweden        | +3.299   | 4   |
| 4    | 6   | Jānis Baumanis   | World RX Team Austria       | +5.440   | 3   |
| 5    | 68  | Niclas Grönholm  | Olsbergs MSE                | +6.498   | 2   |
| 6    | 4   | Robin Larsson    | Larsson Jernberg Motorsport | +10.779  | 1   |

### Final
| Pos. | No. | Piloto               | Equipo                   | Tiempo   | Pts |
| ---- | --- | -------------------- | ------------------------ | -------- | --- |
| 1    | 13  | Andreas Bakkerud     | Hoonigan Racing Division | 4:40.614 | 8   |
| 2    | 9   | Sébastien Loeb       | Team Peugeot-Hansen      | +3.128   | 5   |
| 3    | 21  | Timmy Hansen         | Team Peugeot-Hansen      | +4.153   | 4   |
| 4    | 92  | Anton Marklund       | Volkswagen RX Sweden     | +5.644   | 3   |
| 5    | 3   | Johan Kristoffersson | Volkswagen RX Sweden     | +11.424  | 2   |
| 6    | 5   | Mattias Ekström      | EKS RX                   | DNF      | 1   |

## RX Lites

### Series
| Pos. | No. | Piloto               | Equipo             | Q1  | Q2  | Q3  | Q4  | Pts |
| ---- | --- | -------------------- | ------------------ | --- | --- | --- | --- | --- |
| 1    | 16  | Thomas Bryntesson    | JC Raceteknik      | 1º  | 14º | 7º  | 1º  | 16  |
| 2    | 13  | Cyril Raymond        | Olsbergs MSE       | 11º | 1º  | 2º  | 5º  | 15  |
| 3    | 52  | Simon Olofsson       | Simon Olofsson     | 5º  | 3º  | 3º  | 8º  | 14  |
| 4    | 21  | Marcus Höglund       | Olsbergs MSE       | 6º  | 9º  | 5º  | 4º  | 13  |
| 5    | 99  | Joachim Hvaal        | JC Raceteknik      | 3º  | 5º  | 8º  | 9º  | 12  |
| 6    | 6   | William Nilsson      | JC Raceteknik      | 15º | 2º  | 6º  | 7º  | 11  |
| 7    | 56  | Thomas Holmen        | Thomas Holmen      | 2º  | 17º | 10º | 3º  | 10  |
| 8    | 2   | Johan Larsson        | Johan Larsson      | 7º  | 7º  | 4º  | 13º | 9   |
| 9    | 8   | Simon Wågø Syversen  | Set Promotion      | 8º  | 11º | 1º  | 17º | 8   |
| 10   | 3   | Per Björnson         | JC Raceteknik      | 14º | 8º  | 11º | 2º  | 7   |
| 11   | 47  | Alexander Westlund   | Alexander Westlund | 9º  | 4º  | 9º  | 11º | 6   |
| 12   | 14  | Magnus Hansen        | JC Raceteknik      | 4º  | 10º | 14º | 12º | 5   |
| 13   | 69  | Sondre Evjen         | JC Raceteknik      | 12º | 12º | 15º | 6º  | 4   |
| 14   | 86  | Santosh Berggren     | Santosh Berggren   | 13º | 16º | 12º | 10º | 3   |
| 15   | 91  | Jonathan Walfridsson | Helmia Motorsport  | 16º | 6º  | 17º | 15º | 2   |
| 16   | 33  | Tejas Hirani         | Olsbergs MSE       | 10º | 13º | 16º | 16º | 1   |
| 17   | 66  | Albert Llovera       | Albert Llovera     | 17º | 15º | 13º | 14º |     |

### Semifinales
Semifinal 1
| Pos. | No. | Piloto              | Equipo             | Tiempo   | Pts |
| ---- | --- | ------------------- | ------------------ | -------- | --- |
| 1    | 16  | Thomas Bryntesson   | JC Raceteknik      | 5:15.339 | 6   |
| 2    | 52  | Simon Olofsson      | Simon Olofsson     | +1.160   | 5   |
| 3    | 47  | Alexander Westlund  | Alexander Westlund | +34.457  | 4   |
| 4    | 99  | Joachim Hvaal       | JC Raceteknik      | +45.831  | 3   |
| 5    | 56  | Thomas Holmen       | Thomas Holmen      | DNF      | 2   |
| 6    | 8   | Simon Wågø Syversen | SET Promotion      | DNF      | 1   |

Semifinal 2
| Pos. | No. | Piloto          | Equipo        | Tiempo   | Pts |
| ---- | --- | --------------- | ------------- | -------- | --- |
| 1    | 13  | Cyril Raymond   | Olsbergs MSE  | 5:20.849 | 6   |
| 2    | 21  | Marcus Höglund  | Olsbergs MSE  | +0.158   | 5   |
| 3    | 2   | Johan Larsson   | Johan Larsson | +1.028   | 4   |
| 4    | 3   | Per Björnson    | JC Raceteknik | +1.674   | 3   |
| 5    | 6   | William Nilsson | JC Raceteknik | +2.422   | 2   |
| 6    | 14  | Magnus Hansen   | JC Raceteknik | +4.142   | 1   |

### Final
| Pos. | No. | Piloto             | Equipo             | Tiempo   | Pts |
| ---- | --- | ------------------ | ------------------ | -------- | --- |
| 1    | 52  | Simon Olofsson     | Simon Olofsson     | 5:02.813 | 8   |
| 2    | 13  | Cyril Raymond      | Olsbergs MSE       | +0.861   | 5   |
| 3    | 2   | Johan Larsson      | Johan Larsson      | +2.707   | 4   |
| 4    | 16  | Thomas Bryntesson  | JC Raceteknik      | +4.235   | 3   |
| 5    | 47  | Alexander Westlund | Alexander Westlund | +6.269   | 2   |
| 6    | 21  | Marcus Höglund     | Olsbergs MSE       | +26.699  | 1   |

## Campeonatos tras la prueba
| Pos | Piloto               | Pts | Dif |
| --- | -------------------- | --- | --- |
| 1   | Mattias Ekström      | 142 |     |
| 2   | Petter Solberg       | 137 | +5  |
| 3   | Andreas Bakkerud     | 110 | +32 |
| 4   | Sébastien Loeb       | 106 | +36 |
| 4   | Johan Kristoffersson | 106 | +36 |

| Pos | Piloto              | Pts | Dif |
| --- | ------------------- | --- | --- |
| 1   | Cyril Raymond       | 128 |     |
| 2   | Thomas Bryntesson   | 126 | +2  |
| 3   | Simon Olofsson      | 109 | +19 |
| 4   | Joachim Hvaal       | 97  | +31 |
| 5   | Simon Wågø Syversen | 80  | +48 |

- Nota: Sólo se incluyen las cinco posiciones principales.

| Prueba previa: World RX de Noruega 2016 | Temporada 2016 del Campeonato Mundial de Rallycross | Siguiente prueba: World RX de Canadá 2016 |
| Prueba previa: World RX de Suecia 2015  | World RX de Suecia                                  | Siguiente prueba: World RX de Suecia 2017 |

- Datos: Q25350193
- Multimedia: 2016 World RX of Sweden / Q25350193